# Willem III van Weimar
Willem III van Weimar (ca. 980 - 16 april 1039) was de jongste zoon van Willem II van Weimar. Hij volgde zijn vader na diens dood in 1003 op als graaf van Weimar en verwierf in 1022 ook de grafelijke rechten in Eichsfeld, waardoor hij in conflict raakte met de bisschop van Mainz. Met koning Hendrik II onderhield hij goede betrekkingen en Willem hield enige malen voor hem de burcht van Meißen (stad) bezet. Hendrik bemiddelde in 1017 ook een vrede tussen Willem en Gebhard 
van Querfurt.
Willem was in zijn eerste huwelijk getrouwd met Bertha. Van haar is niets bekend en uit dit huwelijk zijn ook geen kinderen bekend.
Willem trouwde in zijn tweede huwelijk met Oda, dochter van markgraaf Thietmar II van de Lausitz. Zij kregen de volgende kinderen:
en werd de vader van:
- Willem IV van Meißen
- Otto I van Weimar
- Poppo (ovl. ca. 1050)
- Aribo, deken, vermoord 1070.

Oda hertrouwde met Dedo II, markgraaf van de Lausitz. Zij kregen de volgende kinderen:
- Dedo, markgraaf van de Lausitz, vermoord in 1069, geen kinderen
- Adelheid (ovl. 1071), getrouwd met Ernst de Strijdbare
- Agnes, getrouwd met een graaf Frederik uit Saksen.